# Ли Сунсин
Ли Сунсин (кор. 이순신, 李舜臣; 28 апреля 1545, Сеул — 16 декабря 1598, Намхэ), также встречается Ли Сун Син — корейский флотоводец, знаменитый своими победами над морским флотом Японии в Имдинской войне во время правления династии Чосон. Также известен тем, что сконструировал первые в мире броненосцы-кобуксоны (кор. 거북선; корабли-черепахи). Один из немногих флотоводцев мира, не проигравших ни одной битвы (из проведённых 23). В современной Корее почитается как «священный герой» и «герой спасения отечества».

## Биография

### Молодые годы
Ли Сунсин родился 28 апреля 1545 года в корейской столице Сеул на улице Кончондон. Он был третьим сыном в семье Ли Чона и его жены Пьок. Будущий флотоводец происходил из рода Ли, потомков корейской военной знати, которые с XV века служили гражданскими чиновниками при дворе династии Чосон. Его дед Ли Пеннок принадлежал к придворной партии конфуцианцев-реформаторов, но был репрессирован в 1519 году по ложному обвинению в государственной измене. Власть считала потомков репрессированных также «неблагонадёжными» и лишала их возможности поступить на государственную службу. Поэтому семья Ли жила бедно, и родители были вынуждены подрабатывать на разных непрестижных работах, чтобы прокормить детей.
В детстве Ли Сунсин дружил с Ю Сонрёном, будущим высокопоставленным чиновником, который способствовал его назначению на должность адмирала, и Вон Гюном, будущим военным, вместе с которым он одержал ряд крупных побед. В начальной школе он не отличался особым прилежанием и большую часть времени проводил на улице, играя в военные игры.
В 1555 году столичная полиция арестовала отца Ли Сунсина за проведение поминальных церемоний в память репрессированных учителей и родственников. Он был осуждён на 1 месяц ареста и наказан публичным избиением. Жизнь в Сеуле стала невыносимой. Соседи смотрели на семью Ли как на «государственных преступников», а малолетний Ли Сунсин был подвергнут остракизму в школе. Из-за неблагоприятных экономических условий и нездоровой атмосферы в столице семья переехала на юг, на родину матери, в деревню Асан провинции Чхунчхон.
Несмотря на то, что Ли Сунсин был новичком в Асанской школе, его радушно приняли местные дети. Они часто выбирали его вожаком в дворовых играх, в которых он учил их своей любимой стрельбе из лука. В Асане Ли Сунсин стал старательным учеником и овладел конфуцианскими науками. Он изучил классическую китайскую речь, мог свободно писать, читать и даже сочинял стихи.
В 1565 году 19-летний Ли Сунсин женился на дочери корейского чиновника господина Чина, бывшего военного и главы уезда Посон. Тесть обнаружил в зяте способности к военному делу и с 1566 года начал обучать его основам боевых искусств. Поскольку Ли Сунсин происходил из политически «неблагонадёжной» семьи, занять престижную должность гражданского чиновника он не мог и поэтому выбрал для себя путь военного, которые традиционно считались в Корее госслужащими «второго сорта». Этот путь открылся для него в 1567 году после восшествия на трон нового вана Сонджо, который реабилитировал репрессированных конфуцианцев-реформаторов, к которым принадлежала семья Ли, и позволил их потомкам занимать должности в армии. Ли Сунсин поступил в Военную академию в Сеуле, где учился стрельбе из лука, фехтованию, езде на лошадях, тактике боя и стратегии.
В 1572 году после 8-летнего обучения Ли Сунсин сдавал государственные экзамены при Ведомстве военной подготовки Военного министерства на должность военного чиновника и офицера. Он показал отличные результаты в стрельбе из лука стоя, рукопашном бою и фехтовании. Однако при стрельбе из лука верхом Ли Сунсин упал с лошади и сломал правую ногу. Несмотря на боль, он перевязал рану ивовой корой, второй раз сел на коня и выполнил норматив. Из-за падения экзамен не был засчитан, но сила воли молодого курсанта поразила экзаменаторов.

### Военная карьера

#### 1576—1586
В 1576 году 31-летний Ли Сунсин успешно пересдал военный экзамен. Из 28 претендентов на офицерские звания его получили только 4 человека. Ли получил 9-й ранг, самый низкий в корейской чиновничьей иерархии, и назначение лейтенантом в укрепление Тонгу в северокорейской провинции Хамгён. Он был старшим по возрасту среди местных офицеров. В его обязанности входила защита корейских поселений на границе с Маньчжурией от нападений кочевых племен чжурчжэней.
В феврале 1579 года благодаря положительным отчётам инспектора провинции Хамгён Ли Сунсина повысили до 8-го ранга и назначили чиновником центрального государственного учреждения — заведующим кадров Ведомства военной подготовки. Он хорошо выполнял свою работу и отказывался брать взятки, с помощью которых решались кадровые дела в средневековой Корее. Из-за своей принципиальности Ли Сунсин вошёл в конфликт с секретарем Военного министерства Со Иком, который пытался трудоустроить своего родственника в обход существующего законодательства. Неуступчивость будущего полководца стоила ему должности и перевода из столицы в провинцию: в ноябре Ли Сунсина отправили штабным офицером, ответственным за подготовку личного состава и лошадей, в армию провинции Чхунчхон в местности Хеми.
Через 7 месяцев, в августе 1580 года, Ли Сунсина назначили темником (манхо) Левого флота провинции Чолла. Он руководил одной из баз в бухте Пальпхо, где впервые получил опыт службы в военно-морских силах. Однако отношения Ли с флотским начальством были проблемными. В отличие от многих тогдашних корейских государственных служащих, он воспитывался на идеалах конфуцианцев-реформаторов и потому открыто осуждал коррупцию и взяточничество военной администрации. В результате Ли Сунсина возненавидели инспектор провинции Сон Син и адмирал Левого флота Сон Пак, наживавшиеся за счёт государственного имущества. При их содействии в 1581 году была проведена проверка 5 баз флота, которая обнаружила, что на базе опального манхо не хватало 3 матросов. Несмотря на то, что половину личного состава других баз составляли «мёртвые души», подкупленные ревизоры оценили Пальпхо ниже. Этим в 1582 году руководство флота добилось снятия Ли Сунсина с должности и лишения его звания манхо.
В июне 1582 года, после 4-х безработных месяцев, Ли Сунсин восстановился на столичной должности заведующего кадрами Ведомства военной подготовки. Этому восстановлению способствовало вмешательство Чо Хона, губернатора провинции Чолла, который доказал фальсификацию проверки 1581 года, и смена главы Военного министерства, которым стал Ли Юльгук, дальний родственник Ли Сунсина. Новый министр хотел встретиться с ним и предложить ему лучшую должность, но тот отказался.
В ноябре 1583 года Ли Сунсин был назначен лейтенантом пограничного форта Конви в северокорейской провинции Хамгён. На него возлагалась защита местного населения от чжурчжэней, которые грабили корейские деревни и вывозили пленных на продажу в Китай. 17 декабря 1583 года, планируя покончить с главарем кочевников Ульчине, Ли Сунсин атаковал его отряды малым числом, заманил в засаду и разбил, получив головы двух знатных чжурчжэней. За эту победу лейтенант надеялся на вознаграждение, но вместо неё командир Северного округа Ким Уса выписал ему выговор за несанкционированную военную операцию. Однако в Ведомстве военной подготовки заслуги смелого и инициативного командира оценили, повысив Ли Сунсина до 7-го чиновничьего ранга.
18 декабря 1583 года, на следующий день после победы над чжурчжэнями, умер 73-летний отец Ли Сунсина. Сын покойного узнал об этом только 2 месяца спустя. Ли Сунсин срочно вышел в отставку, уехал домой в Асан и 3 года, как того требовал конфуцианский канон, провёл в трауре.

#### 1586—1591
В 1586 году Ли Сунсин вернулся на государственную службу. В феврале он получил 6-й ранг и был назначен на должность писаря Ведомства расчёта Военного министерства, где он занимался составлением реестров правительственных транспортов и лошадей. Однако через 16 дней Ли перевели в армию в должности манхо форта Чусан в провинции Хамгён. Этот срочный перевод был связан с обострением ситуации на северокорейской границе в связи с новыми нападениями чжурчжэней.
В сентябре 1587 года по рекомендации Чона Онсина, инспектора провинции Хамгён, под контроль манхо Ли Сунсина был дополнительно передан пограничный остров Ноктундо в районе устья реки Туманганг, имевший важное стратегическое значение. Поскольку гарнизон форта Чусан не превышал полсотни человек, манхо неоднократно требовал от генерала Ли Иля, командира Северного округа, увеличить число воинов, чтобы защитить остров, находившийся на опасном направлении. Однако генерал игнорировал все отчёты и предупреждения. В результате в конце октября, когда Ли Сунсин отсутствовал на совещании командиров своего подокруга, полутысячный отряд чжурчжэней под руководством предводителя Манниинге напал на практически беззащитный Ноктундо. Узнав о нападении, командир подокруга Ли Уньён предоставил манхо помощь, однако было уже поздно. Кочевники сожгли форт, вырезали гарнизон и взяли в плен несколько сотен островитян. Ли Сунсин только успел догнать нападавших, застрелить главаря и освободить 60 пленных. Сам манхо был ранен в бедро вражеской стрелой, а его подчинённые, офицеры Им Кёнпон и О Хен, пали в бою.
Вина за сожжение форта и разорение Ноктундо лежала на генерале Ли Иле, который пренебрёг усилением гарнизона острова. Опасаясь ответственности перед правительством, он решил выставить Ли Сунсина виновником катастрофы и в своём отчёте в столичный двор сообщил, что причиной поражения было дезертирство манхо в начале нападения чжурчжэней. По тогдашнему законодательству Ли Сунсина должны были казнить, но ввиду его предыдущих заслуг корейский ван даровал ему жизнь и разжаловал в солдаты. Бывшего манхо снова отправили на север, где через четыре месяца, в феврале 1588 года, он отличился захватом чжурчжэньского поселения Сиджон и взятием в плен вражеского предводителя Ульчине. Благодаря этим подвигам, а также правительственной ревизии Северного округа, которая обнаружила фальсификацию в отчётах генерала Ли Иля, Ли Сунсин был прощён и ему было возвращено офицерское звание лейтенанта. В июле того же года он взял отпуск и вернулся в Асан.

В марте 1589 года Ли Сунсин был назначен на должность штабного офицера и помощника Ли Квана, инспектора провинции Чолла, который в своё время работал ревизором провинции Хамгён. В декабре того же года за успехи в работе будущий полководец получил повышение и стал работать в высшем судебном органе страны, Ведомстве справедливости и законов, в должности адъютанта правящего вана Сонджо. Это назначение совпало с масштабными правительственными репрессиями и чистками в чиновничьем аппарате, в ходе которых пострадало много невинных служащих и друзей Ли Сунсина. Он не желал участвовать в преследовании инакомыслящих, а потому за месяц добился перевода на другую должность и был поставлен председателем волостей Чонип и Теин провинции Чолла. 

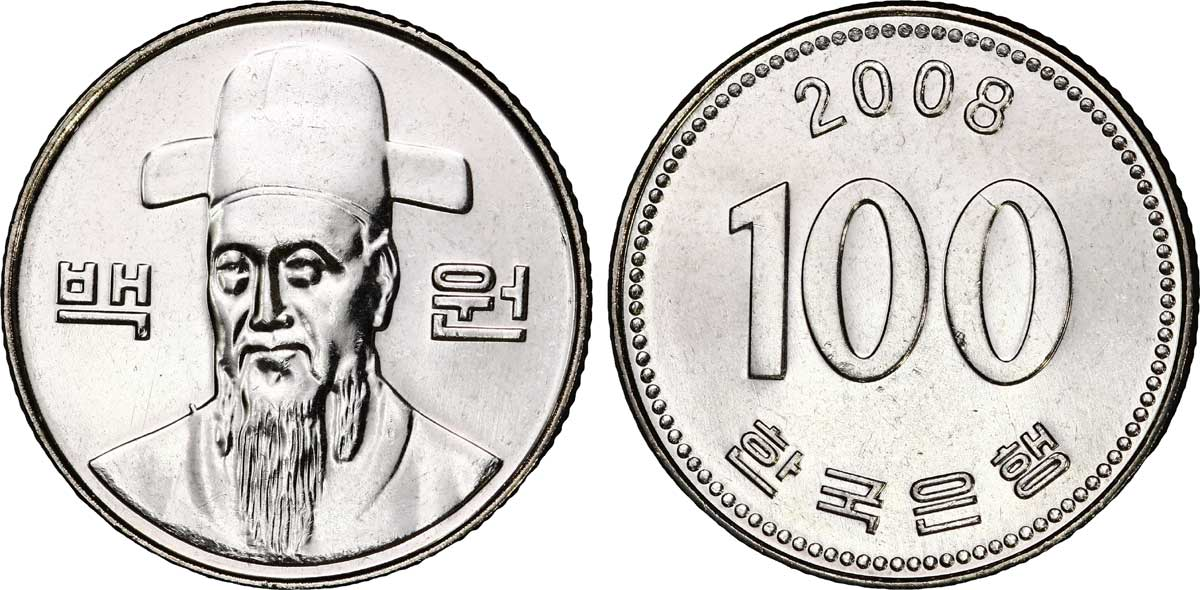
Ли Сунсин на монете номиналом 100 вон

С конца 1580-х годов, после ряда японских посольств в Чосон, мыслящая реалистично часть корейских политиков стала сознавать, что соседняя Япония вскоре нападёт на Корею. Ли Сунсин придерживался такого же мнения и пытался получить воинскую должность, чтобы приготовиться к возможной войне. Осуществлению его планов мешала группа коррумпированных чиновников Западной фракции, которые видели в нём ставленника оппозиционной Восточной фракции и второго ненавистного им левого министра Ю Сонрёна. Так, в августе 1590 года благодаря ходатайству последнего Ли Сунсину предоставили 3-й ранг, звание генерала и назначили командующим форта Косари в провинции Пхёнан, но за несколько дней это назначение было отменено из-за протеста чиновников Западной фракции. В следующем месяце ван назначил Ли надзирателем крепости Манпхо той же провинции, однако вновь был вынужден отозвать своё постановление из-за недовольства чиновников. В марте 1591 года члены Западной фракции попытались не допустить Ли Сунсина в войска, собираясь предоставить ему 4-й ранг и перевести на должность главы уезда Чиндо провинции Чолла. Однако их опередил Ю Сонрён, который убедил вана и добился назначения своего товарища на должность командира Левого флота провинции Чолла, адмирала 3-го ранга. Ведомство цензоров, которым руководили «западники», дважды указывало на недопустимость назначения лица 6-го ранга на такую высокую должность, но на этот раз ван проигнорировал их протесты.
Левый флот провинции Чолла состоял из 5 фортов и 5 доков, которые располагались в уездах и бухтах юга провинции, на берегах Корейского пролива. В первые дни своего пребывания на посту адмирала Ли Сунсин лично проверил их все. Он обнаружил, что флот плохо финансировался, а его командиры были небрежными. Недоставало подготовки, оружия и даже одежды для солдат. Флот имел лишь 10 широкопалубных кораблей пханоксонов, половина из которых была гнилая. Наибольшей проблемой было отсутствие дисциплины. Ли Сунсин начал реформирование своей части по восстановлению порядка и внедрение новой системы наград и наказаний. Малейшее нарушение или непослушание наказывались публичным избиением, а иногда и смертью. Способные солдаты получали шанс стать офицерами, независимо от своего социального происхождения. Ли Сунсин самостоятельно пополнил бюджет и арсеналы флота благодаря прибылям от частной торговли. Впервые за несколько десятилетий были отремонтированы корабли и начались масштабные учения на море. Отдавая предпочтение дистанционному бою, адмирал всерьёз взялся за подготовку лучников и артиллеристов. Он также взялся за разработку нового секретного оружия — броненосных «кораблей-черепах» кобуксонов. Изучив географию прибрежных вод, Ли Сунсин совершил переформирование флота в соответствии с местным рельефом. Его штаб, расположенный в деревне Йосу, был отремонтирован и переоснащён по последнему слову тогдашней инженерной мысли.

### Имджинская война
Японский правитель Тоётоми Хидэёси намеревался покорить Китай и поэтому обратился к корейской династии Чосон, чтобы получить помощь, а также разрешение на проход через их территорию. Однако, после долгих совещаний, просьба была отклонена по причине опасений Кореи относительно опустошений со стороны японцев. Хидэёси, получив отказ, начал формировать войска, и в 1592 году началось вторжение японцев в Корею.
Ли Сунсин был назначен командующим корейского военно-морского флота во время японского вторжения в Корею, начатого Тоётоми Хидэёси в апреле 1592 года. В битве при Танхпо Ли Сунсин впервые сделал основной ударной силой своего флота кобуксоны, вследствие чего ему удалось потопить 72 корабля неприятеля. Благодаря морским победам Ли Сунсина у Окпхо-Тхоньён, в Сачхонской бухте, под Пусаном и Ангольпхо планы японского командования по скоординированному вторжению на суше и на море были сорваны, и полумиллионная армия вторжения лишилась снабжения, что сделало её добычей корейских партизан из «Армии справедливости» и регулярной китайской армии, выступившей на стороне Кореи.

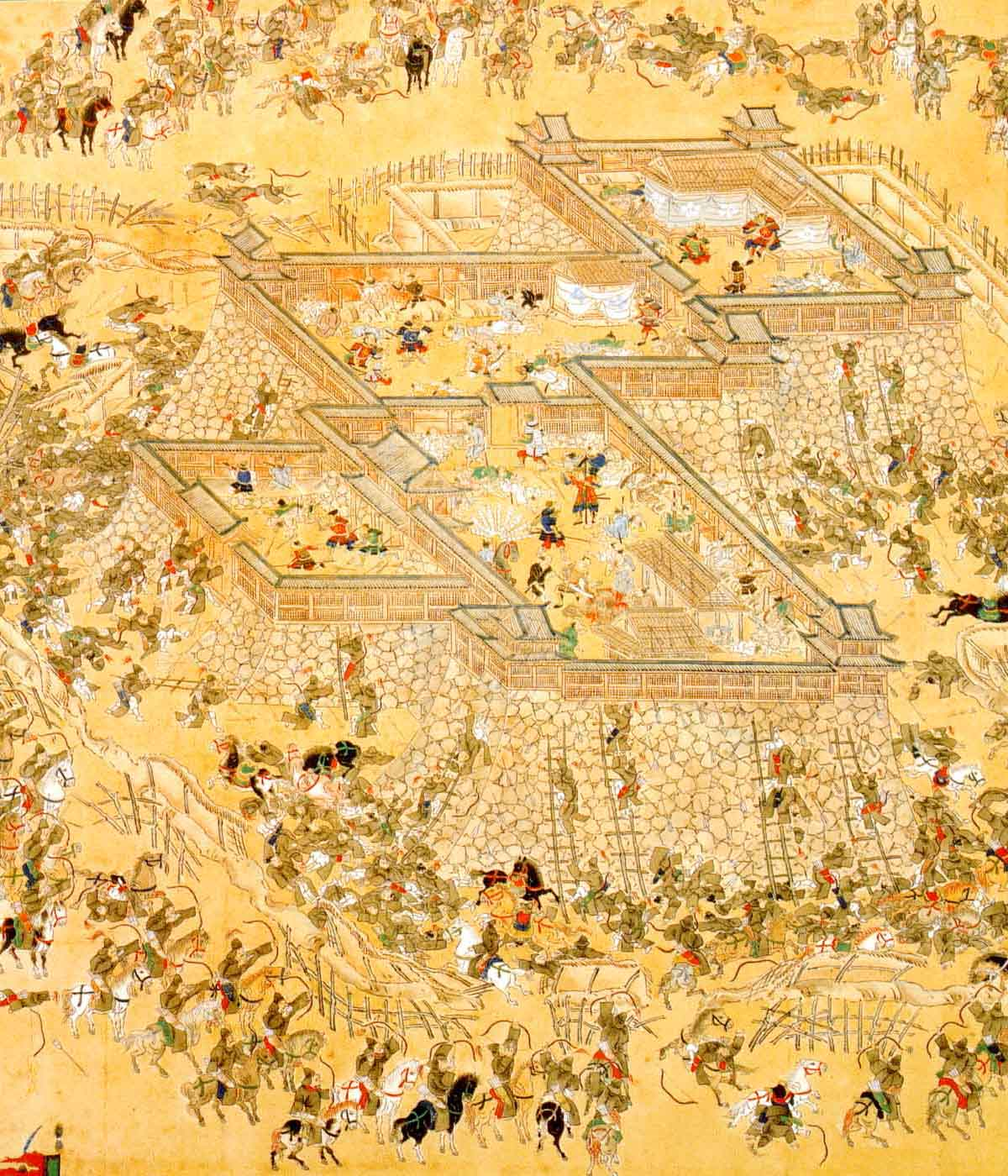
Осада Ульсана китайскими и корейскими войсками

Потерпев ряд поражений, в середине 1593 года японцы согласились на переговоры с целью выиграть время для подготовки нового наступления. Этот переговорный процесс продолжался с 1593 по 1596 годы.
Во время наступившего мира среди корейской элиты начали нарастать опасения насчёт влияния Ли Сунсина, который стал народным героем. В результате интриг придворных клик он был обвинён в нарушении приказа, разжалован в матросы и посажен в тюрьму. Однако он и там времени не терял, начав продумывать новую тактику для войны с японцами. После получения известий о том, что адмирал Ли находится в тюрьме, японцы начали вторжение в Корею.
Новым командующим морских сил стал один из членов взявшей верх при дворе клики — адмирал Вон Гюн. В течение непродолжительного срока, во время которого Вон Гюн находился во главе флота, боеспособность его снизилась. В битве в проливе Чхильчхоллян японцы напали на неподготовленные к бою корейские корабли и добились полной победы — весь корейский флот погиб, сам Вон Гюн убит в сражении, вместе с ним погиб талантливый сподвижник адмирала Ли Сунсина адмирал Ли Окки. После этого корейскому королю не оставалось другого выхода, кроме как освободить Ли Сунсина из тюрьмы и назначить его командовать флотом, точнее, тем, что от него осталось.
Поскольку его бездарные предшественники пустили на дно большую часть корейских кораблей, великому корейскому адмиралу пришлось противостоять намного более многочисленному японскому флоту. Но благодаря флотоводческому таланту Ли Сунсина с остатками флота в 13 кораблей в битве в проливе Мённян Ли Сунсин смог разбить превосходящие силы противника, нанеся японцам серьёзное поражение и затруднив их продвижение по суше. А в ноябре 1598 года объединённый китайско-корейский флот одержал полную победу на море в битве в проливе Норян, потери японцев составили около 200 кораблей. Однако в конце сражения Ли Сунсин был смертельно ранен шальной пулей. Умирая, он просил своего племянника Ли Буна скрыть свою смерть, чтобы не деморализовать соратников. Остатки разгромленного японского флота ушли на Цусиму.

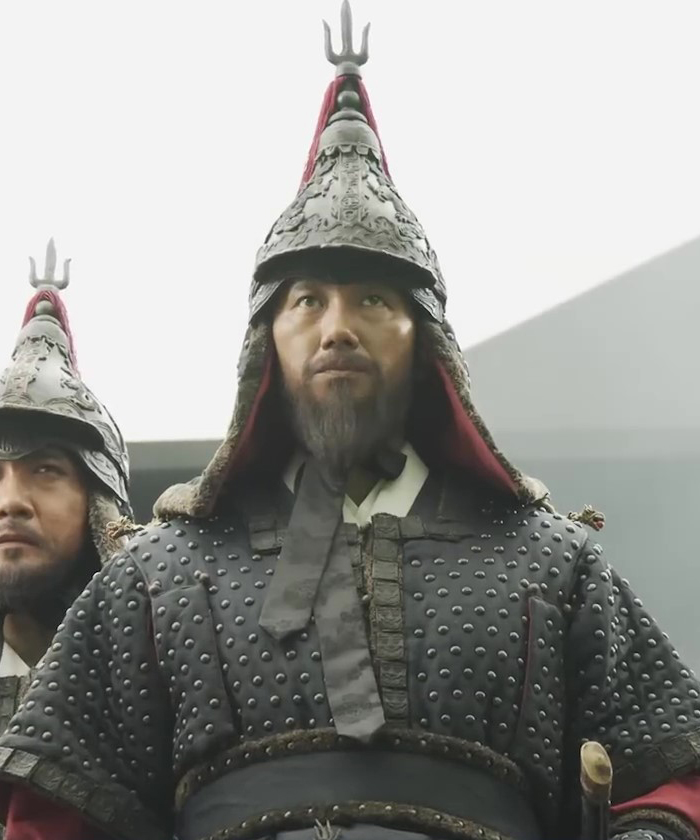
Пак Хэ-иль в роли адмирала Ли Сунсина в кинокартине «Битва у острова Хансан»

## Признание заслуг
Королевский двор Кореи высоко оценил службу Ли Сунсина, дав ему посмертное имя Чхунмугон (верный военачальник), а также записал его в список Сонму Ильдын Консин (привилегированная особа первого класса), присвоил титулы Токпун Пувонгун (Великий Принц Токпун), Юмён Сугун Тодок (адмирал флота китайской Мин) и дал посмертное звание Йонгыйджон (премьер-министр).
В современной Корее, как Северной, так и Южной, Ли Сун Син считается национальным героем, ему поставлено множество памятников, в том числе памятник на площади Кванхвамун в Сеуле. В его честь названы ряд улиц и площадей корейских городов. В КНДР в 1950 также был учрежден орден Ли Сун Сина для награждения офицеров ВМФ за подвиги и боевые заслуги.

## В современной культуре

### В кинематографе
Образ флотоводца воплощён в кинотрилогии южнокорейского постановщика Ким Ханмина о значимых эпизодах Имдинской войны. В серию входят: «Битва за Мён Рян» (2014), «Битва у острова Хансан» (2022), «Битва в проливе Норян» (2023). Во всех трёх фильмах Ли Сунсина играют разные актёры. Так в первом фильме роль Ли Сунсина исполнил Чхве Мин Сик, во втором — Пак Хэ-иль, а в третьем — Ким Юн-сок.
В китайской мобильной игре Mobile Legends: Bang Bang есть герой Ли Сун Син, представленный в роли адмирала.